# Uri Awneri
Uri Awneri (hebr. אורי אבנרי), (ur. jako Helmut Ostermann 10 września 1923 w Beckum, zm. 20 sierpnia 2018 w Tel Awiwie) – izraelski działacz społeczny, polityk i publicysta, poseł do Knesetu w latach 1965–1973 oraz 1979–1981.

## Życiorys
Urodził się jako Helmut Ostermann 10 września 1923 w Republice Weimarskiej. W młodości syjonista, należał do organizacji zbrojnej Irgun. Napisał hymn oddziału, w którym służył w czasie I wojny izraelsko-arabskiej.
W wyborach w 1965 po raz pierwszy został wybrany do Knesetu, jako jedyny poseł z listy Meri. W wyborach w 1969 uzyskał reelekcję. W 1973 stracił miejsce w parlamencie. Bez powodzenia kandydował w wyborach w 1977 z listy Szeli jednak ostatecznie wszedł w skład dziewiątego Knesetu 31 stycznia 1979 zastępując Arjego Eli’awa. 13 lutego 1981, niecałe pół roku przed końcem kadencji ustąpił miejsca Walidowi Sadikowi.
W późniejszym okresie jeden z czołowych izraelskich aktywistów pokojowych, przez wiele lat przyjaciel Jasira Arafata. W 1993 wspólnie z żoną, Rachel Awneri, założyli ruch pokojowy Gusz Szalom.

## Wyróżnienia
- 1997 – Nagroda Brunona Kreiskiego
- 2001 – Right Livelihood Award, nagroda nazywaną „alternatywną Nagrodą Nobla”, przyznana „za dążenie do pokoju i pojednania”.